# Heterotaxis proboscidea
A Heterotaxis proboscidea é uma espécie de orquídea (Orchidaceae) originária da Venezuela, morfológicamente próxima da Heterotaxis superflua. Há controvérsias se esta espécie é diferente o bastante para ser mantida à parte ou deveria ser considerada apenas uma variação da última.
Publicação da espécie: Heterotaxis proboscidea (Rchb.f.) F.Barros Hoehnea 29(2): 113 (2002).

Basônimo: Maxillaria proboscidea Rchb.f., Bonplandia 2: 16. (1854)